# Eva Murati
Eva Murati (ur. 25 maja 1995 w Tiranie) – albańska aktorka, modelka, prezenterka telewizyjna.

## Życiorys
Eva Murati swoją karierę zaczęła już w wieku 15 lat. 
Prowadząca jednego z programów telewizji Agon Channel, wzięła udział w programach m.in. Antilope, Duartrokitje i Dita e Shtatë. W roku 2017 była komentatorką Ligi Mistrzów UEFA na kanale Vizion Plus. 
Oprócz albańskiego, płynnie mówi po angielsku, włosku i francusku. Zamieszkała we Włoszech.

## Filmografia

### Filmy
| Rok  | Tytuł                | Rola                |
| ---- | -------------------- | ------------------- |
| 2017 | You Can Call Me John | Alba Basha          |
| 2020 | Njeriu me K'mishë    | Tonisti             |
| 2021 | Une si ti            | dyrektor sierocińca |

### Seriale
| Rok  | Tytuł        | Rola     | Uwagi       |
| ---- | ------------ | -------- | ----------- |
| 2017 | Skanderbeg   | Mara     | Odcinki 7-9 |
| 2022 | Trójkąt Mocy | spikerka |             |